# Stefan Wojtas
Stefan Wojtas, né le 5 octobre 1943 à Zakopane et mort le 27 mai 2024 à Cracovie, est un pianiste polonais, professeur à l’Académie de musique de Cracovie.

## Biographie
Stefan Wojtas fait ses études à l'École de musique d’État de Cracovie en 1968, participant en parallèle de ses études à des concours. En 1966, il est présent au Concours international Tchaïkovski et reçoit un prix en 1969 au Concours international de piano de Leeds. Il prend la direction de l'école de musique en 1991.
En tant que musicien, il enregistre trois albums, composés d'interprétations des morceaux de Chopin ou d'Isaac Albéniz, ainsi que d'un récital pour piano.
En 2009, il met en place la Fondation Pro Musica Bona, qui a pour but de soutenir les jeunes musiciens de la région de Petite-Pologne. Sa fille Joanna Wojtas, qui est violoniste et enseigne la musique, fait partie de son conseil d'administration à ses côtés.
De 2011 à 2014, il fait partie du Conseil pour l'éducation artistique, un organisme consultatif polonais destiné à faire des propositions au ministère de la Culture et du Patrimoine national dans les domaines de l'éducation à l'art. Il est nommé à ce poste par le ministre Bogdan Zdrojewski.
Il enseigne à partir de 2014 à l'Académie de musique de Cracovie. Il est également juré de plusieurs concours de piano, à l'échelle de la Pologne ou au niveau international . 
Stefan Wojtas meurt le 27 mai 2024 à Cracovie, à l'âge de 80 ans. Son décès est annoncé quelques jours plus tard.

## Récompenses et distinctions
Stefan Wojtas reçoit le prix du ministère de la Culture et du Patrimoine national à deux reprises. Il est aussi récompensé de la médaille de la Commission de l'Éducation nationale, de la médaille du Mérite culturel polonais Gloria Artis, d'argent et d'or. Enfin, il reçoit la croix du Mérite de classe or.